# Mistrovství České republiky v atletice 1998
Mistrovství České republiky v atletice 1998 se uskutečnilo ve dnech 11.–12. července 1998 v Jablonci nad Nisou.

## Medailisté

### Muži
| Soutěž                        | Zlato                                                                  | Stříbro                                                              | Bronz                                                                        |
| 100 m                         | Ivan Šlehobr 10.58                                                     | Jiří Valík 10.64                                                     | Radek Řechka 10.68                                                           |
| 200 m                         | Martin Morkes 20.89                                                    | Tomáš Dřímal 21.34                                                   | Vít Havlíček 21.51                                                           |
| 400 m                         | Jan Poděbradský 46.15                                                  | Jan Štejfa 46.65                                                     | Michal Škvára 46.75                                                          |
| 800 m                         | Lukáš Vydra 1:50.72                                                    | Karel Znojil 1:51.48                                                 | Jan Verner 1:52.20                                                           |
| 1500 m                        | Ondřej Moravec 3:51.32                                                 | Martin Jareš 3:52.74                                                 | Vladimír Pospíšil 3:53.96                                                    |
| 5000 m                        | Pavel Faschingbauer 14:23.85                                           | Radomír Soukup 14:31.04                                              | Michal Jeránek 14:32.25                                                      |
| 10 000 m                      | Jan Pešava 29:25.05                                                    | Aleš Drahoňovský 30:12.42                                            | Petr Veselý 30:15.40                                                         |
| 110 m př.                     | Tomáš Dvořák 13.98                                                     | Pavel Bureš 14.30                                                    | Jiří Pavel 14.58                                                             |
| 400 m př.                     | Štěpán Tesařík 50.93                                                   | Michal Pavlas 51.97                                                  | David Bauer 52.29                                                            |
| 3000 m př.                    | Michael Nejedlý 8:48.23                                                | David Gerych 9:05.90                                                 | Jiří Miler 9:09.31                                                           |
| 4 × 100 m                     | Martin Morkes Ludvík Bohman Tomáš Dřímal Ivo Krsek Dukla Praha 39.48   | Jan Hanzl Roman Zubek Radek Zachoval Tomáš Černý Dukla Praha B 41.91 | Adam Ptáček Pavel Pospíšil Břetislav Macek Karel Sobotka SSK Vítkovice 42.01 |
| 4 × 400 m                     | Štěpán Tesařík Karel Bláha Jan Hanzl Michal Škvára Dukla Praha 3:12.10 | Karel Znojil Jan Verner Martin Jareš Jan Štejfa USK Praha 3:13.15    | Jakub Havlín Pavel Tomíček Martin Braniš Radek Votava Olymp Praha 3:14.02    |
| Skok do výšky                 | Tomáš Janků 222                                                        | Jan Janků 205                                                        | Tomáš Ort 205                                                                |
| Skok o tyči                   | Štěpán Janáček 550                                                     | Petr Špaček 530                                                      | Adam Ptáček 520                                                              |
| Skok daleký                   | Roman Šebrle 757                                                       | Roman Orlík 747                                                      | Milan Gombala 745                                                            |
| Trojskok                      | Jiří Kuntoš 16.85                                                      | David Honzík 15.50                                                   | Michal Coubal 15.47                                                          |
| Vrh koulí                     | Petr Stehlík 18.84                                                     | Josef Rosůlek 18.39                                                  | Richard Navara 18.30                                                         |
| Hod diskem                    | Libor Malina 59.75                                                     | Stanislav Kovář 54.67                                                | Adam Doležel 51.27                                                           |
| Hod kladivem                  | Vladimír Maška 76.35                                                   | Pavel Sedláček 75.30                                                 | Ladislav Vaník 62.78                                                         |
| Hod oštěpem                   | Patrick Landmesser 74.64                                               | Miroslav Guzdek 70.83                                                | Miloš Steigauf 70.61                                                         |
| Desetiboj Praha 13.–14.6.1998 | Aleš Pastrňák 7604 bodů                                                | Kamil Damašek 7588 bodů                                              | Tomáš Komenda 7264 bodů                                                      |
| 20 km chůze Hodonín 6.6.1998  | Jiří Malysa 1:29:47                                                    | Tomáš Waloschek 1:37:33                                              | Tomáš Hlavenka 1:40:06                                                       |

### Ženy
| Soutěž                       | Zlato                                                                              | Stříbro                                                                             | Bronz                                                                                 |
| 100 m                        | Erika Suchovská 11.48                                                              | Pavlína Vostatková 11.55                                                            | Markéta Pernická 11.87                                                                |
| 200 m                        | Pavlína Vostatková 23.41                                                           | Helena Fuchsová 23.42                                                               | Denisa Krejčová 23.96                                                                 |
| 400 m                        | Jitka Burianová 53.50                                                              | Martina Morawska 55.10                                                              | Denisa Glozarová 56.04                                                                |
| 800 m                        | Eva Kasalová 2:04.18                                                               | Lenka Švaňhalová 2:07.35                                                            | Petra Sedláková 2:08.67                                                               |
| 1500 m                       | Michaela Kutišová 4:35.61                                                          | Renata Hoppová 4:35.99                                                              | Jana Biolková 4:36.25                                                                 |
| 5000 m                       | Petra Drajzajtlová 17:01.29                                                        | Jarmila Halířová 17:09.79                                                           | Marie Volná 17:32.44                                                                  |
| 10 000 m                     | Jana Klimešová 35:21.13                                                            | Renata Kvitová 35:41.37                                                             | Monika Deverová 36:09.57                                                              |
| 100 m př.                    | Andrea Novotná 13.35                                                               | Iveta Rudová 13.49                                                                  | Nikola Špinová 13.72                                                                  |
| 400 m př.                    | Martina Blažková 58.27                                                             | Dagmar Votočková 58.53                                                              | Lucie Sichertová 1:02.03                                                              |
| 4 × 100 m                    | Jana Fáberová Šárka Beránková Jitka Burianová Pavlína Vostatková Olymp Praha 45.44 | Gabriela Švecová Iveta Rudová Denisa Krejčová Kateřina Nekolná USK Praha 46.09      | Markéta Pernická Nikola Špinová Bohdana Válková Radana Volná SK Vítkovice 46.21       |
| 4 × 400 m                    | Jitka Burianová Eva Kasalová Michaela Kutišová Helena Fuchsová Olymp Praha 3:42.77 | Martina Morawska Petra Sedláková Kateřina Nekolná Denisa Krejčová USK Praha 3:44.41 | Lucie Hošková Andrea Votočková Dagmar Votočková Martina Blažková Slavia Praha 3:48.31 |
| Skok do výšky                | Inge Janků 187                                                                     | Zuzana Kováčiková 184                                                               | Romana Bělocká a Barbora Laláková 180                                                 |
| Skok o tyči                  | Daniela Bártová 430                                                                | Pavla Hamáčková 415                                                                 | Šárka Mládková 400                                                                    |
| Skok daleký                  | Martina Žabková 614                                                                | Kateřina Nekolná 614                                                                | Jana Fáberová 608                                                                     |
| Trojskok                     | Šárka Kašpárková 14.06                                                             | Eva Doležalová 13.00                                                                | Jana Fáberová 12.58                                                                   |
| Vrh koulí                    | Lucie Vrbenská 15.18                                                               | Marcela Godziková 14.79                                                             | Jitka Svatošová 14.58                                                                 |
| Hod diskem                   | Alice Matějková 57.85                                                              | Vladimíra Racková-Malátová 55.30                                                    | Věra Pospíšilová 48.40                                                                |
| Hod kladivem                 | Jana Lejsková 56.75                                                                | Lucie Krouzová 51.50                                                                | Eva Studničková 50.66                                                                 |
| Hod oštěpem                  | Nikola Tomečková 61.45                                                             | Helena Brejchová 52.53                                                              | Michaela Jačková 51.73                                                                |
| Sedmiboj Praha 13.–14.6.1998 | Kateřina Nekolná 5860 bodů                                                         | Jana Klečková 5628 bodů                                                             | Šárka Beránková 5493 bodů                                                             |
| 10 km chůze Hodonín 6.6.1998 | Pavla Choděrová 58:04                                                              | Monika Choděrová 1:01:00                                                            | Lenka Slabihoudková 1:03:20                                                           |